# Lissonota malaisei
Lissonota malaisei là một loài tò vò trong họ Ichneumonidae.